# Ritratto di Andrea Doria nelle vesti di Nettuno
Il Ritratto di Andrea Doria nelle vesti di Nettuno è un dipinto a olio su tela (115x53cm) di Bronzino, databile 1540 - 1550 circa e conservato nella Pinacoteca di Brera di Milano.

## Storia e descrizione
L'opera fu acquistata dalla Pinacoteca nel 1898 dagli eredi di Paolo Giovio, umanista comasco al servizio dei Medici che commissionò l'opera per la sua celebre collezione di ritratti di uomini illustri, ospitata nella villa presso Como.
Non è nota la datazione del dipinto, che è ritenuto dai critici assegnabile alla maturità dell'artista, negli anni quaranta del Cinquecento. L'ammiraglio Andrea Doria, nato nel 1466, è ritratto ormai anziano, divenuto ormai signore incontrastato della Repubblica di Genova a seguito dell'alleanza con l'imperatore Carlo V, celebrato per le innumerevoli e storiche vittorie sui mari.
A differenza degli altri ritratti di signori e condottieri, quali Stefano Colonna, Guidobaldo Della Rovere, o dello stesso granduca Cosimo I de' Medici, immortalati nelle sfavillanti armature da parata, qui Bronzino sceglie una raffigurazione allegorica rappresentando il capostipite della dinastia Doria nelle vesti mitologiche del dio dei mari, come già aveva fatto anni prima raffigurando lo stesso Cosimo I, in anni giovanili, sotto le vesti di Orfeo, nella tela oggi conservata al Philadelphia Museum of Art.
Sullo sfondo scuro si delineano parte di una vela e il possente albero maestro di una nave, con evidente allusione al ruolo dominante dell'ammiraglio, il cui nome è inciso sull'albero stesso a lettere dorate. Il protagonista è rappresentato a mezza figura, con un'espressiva torsione della testa verso destra mentre il busto è orientato di tre quarti a sinistra. Il dio ha una barba fluente,  evidente citazione michelangiolesca del Mosè, ed esibisce fieramente il torso nudo appena coperto da un panno che nasconde, non completamente, il pube. Lo sguardo è lontano e assorto.
L'artista, celebre per l'impiego di colori smaglianti e tonalità contrastanti, realizza invece questo dipinto con una gamma dimessa di bruni e di grigi, affidando la celebrazione dell'eroe al crudo realismo con cui descrive l'anatomia del corpo anziano, ritratto senza nascondere gli evidenti segni dell'età ma celebrandone anche il vigore e la possenza ancora evidenti.